# Lagor
 Lagor  es una población y comuna francesa, en la región de Aquitania, departamento de Pirineos Atlánticos, en el distrito de Pau. Es el chef-lieu del cantón de Lagor, aunque Mourenx tiene mucha mayor población.

## Demografía
| 1526 | 1511 | 1274 | 1306 | 1295 | 1253 |
| Para los censos de 1962 a 1999 la población legal corresponde a la población sin duplicidades (Fuente: INSEE [Consultar]) |      |      |      |      |      |